# Celico
Celico est une commune de la province de Cosenza, dans la région de Calabre, en Italie.

## Personnalités
- Joachim de Flore, moine cistercien et  théologien catholique.
- Gioachino Greco

## Administration
| Période                                  | Période | Identité | Étiquette | Qualité |
| ---------------------------------------- | ------- | -------- | --------- | ------- |
|                                          |         |          |           |         |
| Les données manquantes sont à compléter. |         |          |           |         |

### Hameaux
Manneto

### Communes limitrophes
Acri, Casole Bruzio, Lappano, Longobucco, Rose (Italie), Rovito, San Pietro in Guarano, Spezzano della Sila

## Personnalités nées à Celico
- Gioachino Greco
- Joachim de Flore